# أحمد بن محمد الرازي
أحمد بن محمد الرازي (274 / 344هـ - 888 / 955م) مؤرخ وأديب أندلسي، واسع الحفظ متميزا بالجغرافيا. كان والده محمد بن موسى تاجرا متجولا من أهل الري، وإلى هذه المدينة تعود نسبة «الرازي».وفد على الأندلس سنة 250هـ ببضائع مختلفة، نالت إعجاب الأمير محمد بن عبد الرحمن فأجزل له المكافأة وقربه إليه، ومحمد بن موسى هو صاحب «كتاب الرايات» ذكر فيه دخول العرب إلى الأندلس على راياتهم أي بحسب قبائلهم وبحسب البعوث التي جاءوا فيها جيشا بعد جيش.
ولكثرة حفظه للأخبار وعمله على التّاريخ عُرف باسم "المؤرّخ" وهناك من أطلق عليه لقب "التّاريخيّ". وكان أيضًا شاعرًا وأديبًا ومؤلّفًا ولغويًّا ونحويًّا. في ظلّ الفتح الإسلاميّ في إسبانيا عام 711 م، برز الرّازيّ في الكتابة التّاريخيّة، حيث دوّن الأحداث التّاريخيّة وكثرت مؤلّفاته في تدوين تاريخ الأندلس.

## نشأته وحياته[4]
ولد الرازي قبل ثلاث سنوات من وفاة والده في البيرة، حيث استفاد من كتب والده ومن قاسم بن أصبغ في مجال الترجمة. 
تعامل الرازي مع وزراء آل بويه وأمرائهم في مختلف المجالات وقضى معظم حياته في مدن مختلفة. بعد انضمامه إلى عضد الدولة سلطان آل بويه، أصبح أحد أتباعه ورسله وأدار مكتبته وبيت ماله، وكتب كتابًا بعنوان "تجارب الأمم".

## دورهُ في تدوين تاريخ بلاد الأندلس[5][6]
كتب العديد من الكتب والموسوعات عن الأندلس، بما في ذلك كتاب يصف قرطبة، وموسوعة عن أنساب العرب في الأندلس. لكن فقدت جميع هذه الأعمال بسبب الأحداث التي مرّت بها البلاد.
كان يعتمد على مصادر أندلسيّة موثوقة وشهادات شهود عيان لتوثيق معلوماته عن التّاريخ الأندلسيّ. كان دقيقًا في تحديد التّواريخ والأحداث الهامّة، وتقديم التّفاصيل الدّقيقة للأحداث. 
إلى جانب السّرد التّاريخيّ، تجاوز الرّازيّ الحقائق المجرّدة، حيث كان يقوم أحيانًا بتحليل الأحداث وتقديم آرائه حول أسباب النّزاعات ونتائجها، ويعبّر عن رأيه في مواضيع متنوّعة.

## أساتذته وطلّابه[5][6]
قليلة هي المعلومات المتاحة حول أساتذة أحمد، إذ يشير في "التّهذيب" إلى دعم والده له في شبابه لدراسة الأدب والشّعر. وفي سياق آخر، ذُكِر أنه قرأ كتاب "استطالة الفهم" للجاحظ، وأظهر اهتمامًا بالكيمياء وتتلمذ فيها على يد أبي الطّيّب الكيميائيّ , بالإضافة إلى اهتمامه بكتب محمد بن زكريا الرّازيّ وجابر بن حيّان. كما تجهَّز نحو التّاريخ من خلال دراسته لتاريخ الطّبريّ، ودرس علوم الأوائل عند ابن الخمار، ونشط في هذه العلوم، وخاصّة في المنطق والطبّ، حتى عُرف باسم "بقراط الثاني". 

## معاصروه[5][6]
كان يتمتّع بعلاقات وثيقة مع الحكماء والعلماء والأدباء في عصره. ومن بين هؤلاء العلماء كان أبو سليمان السّجستانيّ، الّذي كان يُعتبر من بين كبار علماء العصر، وقد تميز بإشاداتهِ المتكرّرة بأبي عليّ. كما كان أبو بكر الخوارزميّ من المقرّبين إليه، ورغم الخلافات الّتي كانت تحصل بينه وبين بديع الزّمان الهمدانيّ، فإنّه احترمه وأظهر له الإعتزاز ولم يتعرّض له بالانتقاد. ومن بين المعاصرين لأبي عليّ في النّصف الثّاني من حياته كان ابن سينا.

## أفكاره الفلسفيّة[5][6]
كان شخصًا متعدّد المواهب، ومهتمًا بالعديد من المجالات. كان يعتبر التّاريخ مختبرًا للفلسفة العمليّة. كان لديه اهتمام بالفلسفة والطّبّ والرّياضيّات والفلك. لكنّه لم يظهر اهتمامًا كبيرًا في الفلاسفة الرّواقيّين.
بالإضافة إلى ذلك فقد كان مهتمًا بتفكيك أفكار الفلاسفة واعتمد على مصادر الإسلام الرئيسية. قام بكتابة كتابين هما "الفوز الأصغر" و"الفوز الأكبر".  والكتاب الأخير لا يزال مفقودًا حتى الآن.
أمّا في مجال الكيمياء، فقد عمل مع أبي الطّيّب الكيميائيّ الرّازيّ وكتب رسالة عن الكيمياء والحجر الأعظم. كما له رسالة أخرى تُعرف باسم "رسالة الحكمة النادرة".

## مؤلّفاته[5][6]
كتب العديد من المؤلّفات، تتضمّن الكتب والرّسائل والقصائد العربيّة والوصايا، لكن لم يتمّ العثور على جميعها حتّى الآن.
من اعماله "أخبار ملوك الأندلس وكتابتهم وخططهم" وكتاب "أنساب مشاهير أهل الأندلس". ولكن  الكتب التي كتبها لم تبقى لعصرنا ، أما المؤرخين الذين كانوا بعده نقلوا منها الكثير في كتبهم.

### من بين مؤلّفاته التي تمّت طباعتها:
- "تجارب الأمم"
- "ترتيب السّعادات ومنازل العلوم"
- "تهذيب الأخلاق وطهارة الأعراق في فلسفة الأخلاق"
- "الحكمة الخالدة" (يُنسب إلى هوشنگ پيشدادي، وقد تُرجمت إلى العربيّة من قِبَل حسن بن سهل، وأكملها مسكويه)
- بعض الرّسائل والمقالات القصيرة في الفلسفة
- "رسالة لماذا أخاف الموت"
- "الفوز الأصغر"
- "فوز السّعادة"
- "لغز قابس (لوح قابس)"
- "الهوامل والشّوامل"

#### من بين مؤلّفاته التي تمّت كتابتها بخطّ يده:
- رسالة في ذكر الحجر الأعظم
- رسالة في الكيمياء
- رسالة في ماهيّة العدل
- كتاب الأشربة
- كتاب في ترتيب الباجات من الأطعمة
- الكنز الكبير
- نديم الفريد

##### ومن بين مؤلّفاته المفقودة الّتي لم يُعثر عليها حتّى الآن:[6]
- رسالة إلى بديع الزّمان الهمدانيّ
- مجموعة شعريّة تضمّ أمثلة لشعر أبي عليّ
- عهد أبو عليّ مسكويه مع نفسه
- وصيّة مسكويه
- كتاب الفوز الأكبر

## نشأته وحياته
هو أحمد بن محمد بن موسى بن بشير بن حماد ابن لقيط الداري الكناني القرطبي، ولد يوم الأثنين العاشر من ذي الحجة سنة 274هـ في مدينة قرطبة، كان منذ صغره يطلب العلم ويميل إلى الأدب، ثم غلب عليه حب البحث عن الأخبار التاريخية والتنقيب عنها، وتتلمذ في هذا على يد شيوخ محدثين قرطبيين ذوي مكانة عالية، من أمثال قاسم بن أصبغ وأحمد بن خالد.

## دوره في تدوين تاريخ الأندلس
كان الرازي من أبرز من كتبوا في تاريخ الأندلس، حتى لقب بالتاريخي لكثرة مؤلفاته في هذا الحقل، هذه الكتب لم تصل إلينا، ولكنّ المؤرخين المتأخّرين نقلوا منها في كتبهم نتفا كثيرة، أشهر كتبه:
- أخبار ملوك الأندلس.
- الاستيعاب في أنساب مشاهير أهل الأندلس.
- مسالك الأندلس ومراسيها.